# José Vide
José Vide (sinh ngày 4 tháng 2 năm 1987) là một cầu thủ bóng đá người Đông Timor thi đấu ở vị trí tiền vệ cho Carsae. Anh có màn ra mắt quốc tế trước Campuchia vào ngày 5 tháng 10 năm 2012.